# Christophe Edaleine
Christophe Edaleine (født 1. november 1979) er en fransk tidligere professionel cykelrytter.